# Michael Giles
Michael Rex Giles (ur. 1 marca 1942 w Winton, Dorset w Anglii) – angielski muzyk i instrumentalista, wirtuoz instrumentów perkusyjnych. Także wokalista.
Michael Giles znany jest przede wszystkim jako współzałożyciel grupy muzycznej Giles, Giles and Fripp, z której powstał jeden z najsłynniejszych zespołów rockowych – King Crimson. Po odejściu z grupy dołączył do Iana McDonalda i nagrał z nim płytę pt. McDonald and Giles, niedługo potem nagrał również solowy album pt. Progress, wydany dopiero w 2000 r. Później kontynuował działalność jako muzyk sesyjny. Giles jest również pomysłodawcą 21st Century Schizoid Band, grupy skupiającej byłych członków zespołu King Crimson, prezentującej wczesne nagrania wspomnianego zespołu.